# Memorial Cup

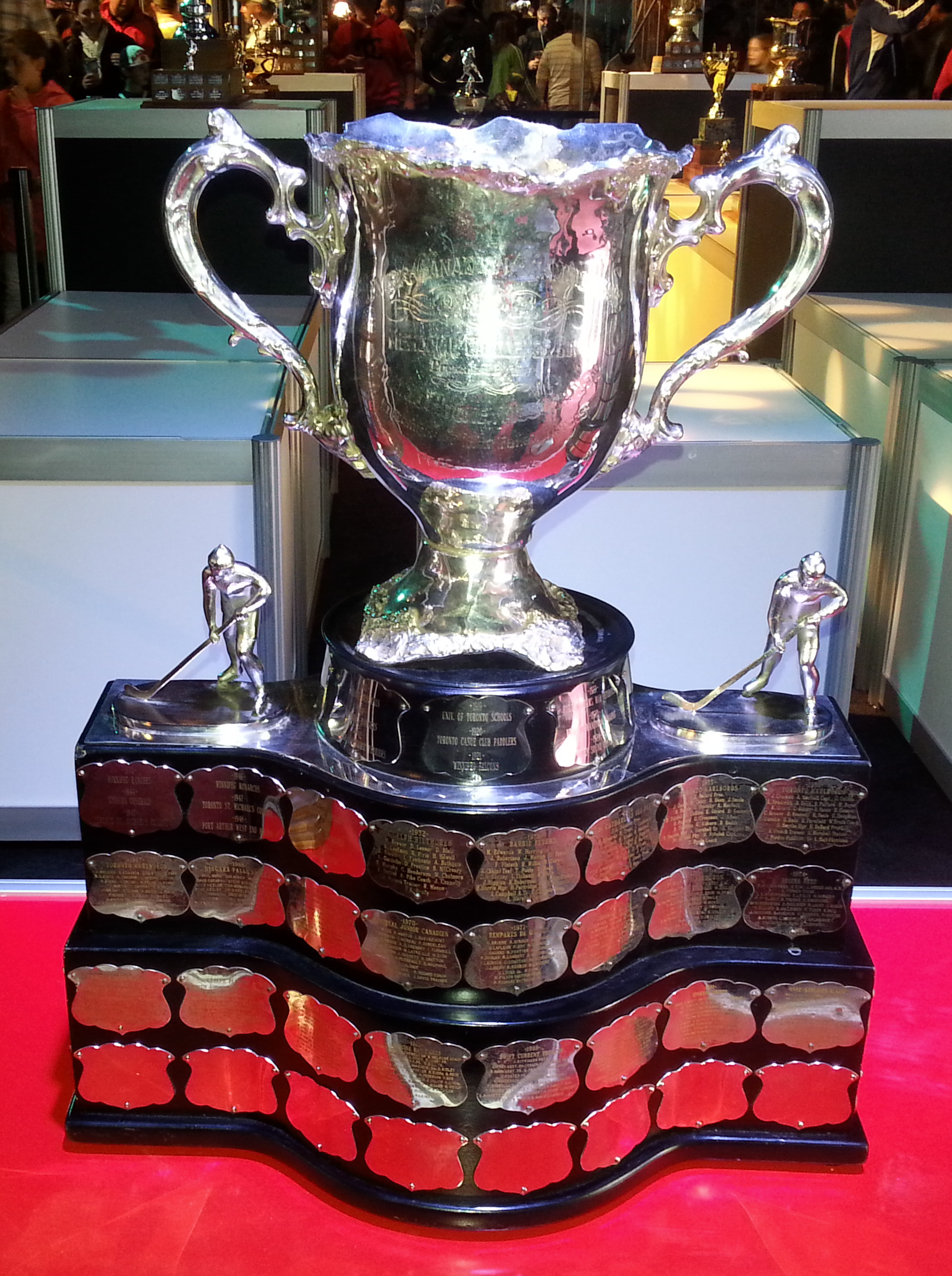
Memorial Cup

Memorial Cup je trofej, která je každoročně udělována týmu, který vyhraje stejnojmenný turnaj. Soupeří mezi sebou týmy z Canadian Hockey League, tj. vítězové Ontario Hockey League, Western Hockey League a Quebec Major Junior Hockey League. Čtvrtým týmem hrajícím o Memorial Cup je tým, který turnaj hostí. Hostitelství se pravidelně střídá mezi těmi třemi juniorskými ligami. 
Trofej byla původně známá pod názvem OHA Memorial Cup, protože jí v roce 1919 darovala Ontarijská hokejová asociace (OHA) jako trofej pro juniorského mistra Kanady. Do roku 1971 mohl trofej získat jakýkoliv juniorský tým Kanady, který vyhrál playoff, které se hrálo od regionálních úrovní, až po finále, kde nastoupil tým z východu proti týmu ze západu. Tříligový formát turnaje byl hrán od roku 1972, kdy Kanadská amatérská hokejová asociace (Canadian Amateur Hockey Association - CAHA) rozdělila juniorskou A třídu do dvou úrovní. Od té doby je Memorial Cup určen vítězi nejvyšší úrovně.
Memorial Cup byl navržen kapitánem Jamesem T. Sutherlandem během I. světové války, protože chtěl vytvořit trofej na počest hráčů OHA, kteří padli během I. světové války.

## Mistři Memorial Cupu

### 1919 - 1971
| Rok  | Vítěz                         | Finalista                    | Místo                                                           |
| ---- | ----------------------------- | ---------------------------- | --------------------------------------------------------------- |
| 1919 | University of Toronto         | Regina Patricias             | Toronto, Ontario                                                |
| 1920 | Toronto Canoe Club Paddlers   | Selkirk Fishermen            | Toronto, Ontario                                                |
| 1921 | Winnipeg Falcons              | Stratford Midgets            | Toronto, Ontario                                                |
| 1922 | Fort William War Veterans     | Regina Patricias             | Winnipeg, Manitoba                                              |
| 1923 | University of Manitoba Bisons | Kitchener Colts              | Toronto, Ontario                                                |
| 1924 | Owen Sound Greys              | Calgary Canadians            | Winnipeg, Manitoba                                              |
| 1925 | Regina Patricias              | Toronto Aura Lee             | Toronto, Ontario                                                |
| 1926 | Calgary Canadians             | Queen's University           | Winnipeg, Manitoba                                              |
| 1927 | Owen Sound Greys              | Port Arthur West End Juniors | Toronto, Ontario                                                |
| 1928 | Regina Monarchs               | Ottawa Gunners               | Toronto, Ontario                                                |
| 1929 | Toronto Marlboros             | Elmwood Millionaires         | Toronto, Ontario                                                |
| 1930 | Regina Pats                   | West Toronto Nationals       | Winnipeg, Manitoba                                              |
| 1931 | Elmwood Millionaires          | Ottawa Primrose              | Toronto a Ottawa, Ontario                                       |
| 1932 | Sudbury Wolves                | Winnipeg Monarchs            | Winnipeg, Manitoba                                              |
| 1933 | Newmarket Redmen              | Regina Patricias             | Toronto, Ontario                                                |
| 1934 | Toronto St. Michael’s Majors  | Edmonton Athletic Club       | Winnipeg, Manitoba                                              |
| 1935 | Winnipeg Monarchs             | Sudbury Wolves               | Winnipeg, Manitoba                                              |
| 1936 | West Toronto Nationals        | Saskatoon Wesleys            | Toronto, Ontario                                                |
| 1937 | Winnipeg Monarchs             | Copper Cliff Redmen          | Toronto, Ontario                                                |
| 1938 | St. Boniface Seals            | Oshawa Generals              | Toronto, Ontario                                                |
| 1939 | Oshawa Generals               | Edmonton Athletic Club       | Toronto, Ontario                                                |
| 1940 | Oshawa Generals               | Kenora Thistles              | Winnipeg, Manitoba                                              |
| 1941 | Winnipeg Rangers              | Montreal Royals              | Toronto, Ontario                                                |
| 1942 | Portage Terriers              | Oshawa Generals              | Winnipeg, Manitoba                                              |
| 1943 | Winnipeg Rangers              | Oshawa Generals              | Toronto, Ontario                                                |
| 1944 | Oshawa Generals               | Trail Smoke Eaters           | Toronto, Ontario                                                |
| 1945 | Toronto St. Michael’s Majors  | Moose Jaw Canucks            | Toronto, Ontario                                                |
| 1946 | Winnipeg Monarchs             | Toronto St. Michael’s Majors | Toronto, Ontario                                                |
| 1947 | Toronto St. Michael’s Majors  | Moose Jaw Canucks            | Winnipeg, Manitoba Moose Jaw, Saskatchewan Regina, Saskatchewan |
| 1948 | Port Arthur West End Bruins   | Barrie Flyers                | Toronto, Ontario                                                |
| 1949 | Montreal Royals               | Brandon Wheat Kings          | Winnipeg a Brandon, Manitoba                                    |
| 1950 | Montreal Junior Canadiens     | Regina Pats                  | Montréal, Québec Toronto, Ontario                               |
| 1951 | Barrie Flyers                 | Winnipeg Monarchs            | Winnipeg a Brandon, Manitoba                                    |
| 1952 | Guelph Biltmore Mad Hatters   | Regina Pats                  | Toronto, Ontario                                                |
| 1953 | Barrie Flyers                 | St. Boniface Canadiens       | Winnipeg, Manitoba Brandon, Manitoba                            |
| 1954 | St. Catharines Teepees        | Edmonton Oil Kings           | Toronto, Ontario                                                |
| 1955 | Toronto Marlboros             | Regina Pats                  | Regina, Saskatchewan                                            |
| 1956 | Toronto Marlboros             | Regina Pats                  | Toronto, Ontario                                                |
| 1957 | Flin Flon Bombers             | Ottawa Junior Canadiens      | Flin Flon, Manitoba Regina, Saskatchewan                        |
| 1958 | Montreal Junior Canadiens     | Regina Patricias             | Ottawa, Ontario Hull, Québec                                    |
| 1959 | Winnipeg Braves               | Peterborough TPT Petes       | Winnipeg a Brandon, Manitoba                                    |
| 1960 | St. Catharines Teepees        | Edmonton Oil Kings           | St. Catharines, ON Toronto, Ontario                             |
| 1961 | Toronto St. Michael’s Majors  | Edmonton Oil Kings           | Edmonton, Alberta                                               |
| 1962 | Hamilton Red Wings            | Edmonton Oil Kings           | Hamilton, Guelph a Kitchener, Ontario                           |
| 1963 | Edmonton Oil Kings            | Niagara Falls Flyers         | Edmonton, Alberta                                               |
| 1964 | Toronto Marlboros             | Edmonton Oil Kings           | Toronto, Ontario                                                |
| 1965 | Niagara Falls Flyers          | Edmonton Oil Kings           | Edmonton, Alberta                                               |
| 1966 | Edmonton Oil Kings            | Oshawa Generals              | Toronto, Ontario                                                |
| 1967 | Toronto Marlboros             | Port Arthur Marrs            | Thunder Bay, Ontario                                            |
| 1968 | Niagara Falls Flyers          | Estevan Bruins               | Niagara Falls, Ontario Montreal, Québec                         |
| 1969 | Montreal Junior Canadiens     | Regina Patricias             | Montreal, Québec Regina, Saskatchewan                           |
| 1970 | Montreal Junior Canadiens     | Weyburn Red Wings            | Montreal, Québec                                                |
| 1971 | Quebec Remparts               | Edmonton Oil Kings           | Quebec City, Québec                                             |

### 1972 - 1982
Vítěz tučně, Finalista kurzívou
| Rok  | Vítěz WHL              | Vítěz OHL                  | Vítěz QMJHL             | Místo                                      |
| ---- | ---------------------- | -------------------------- | ----------------------- | ------------------------------------------ |
| 1972 | Edmonton Oil Kings     | Peterborough Petes         | Cornwall Royals         | Ottawa, Ontario                            |
| 1973 | Medicine Hat Tigers    | Toronto Marlboros          | Québec Remparts         | Montreal, Québec                           |
| 1974 | Regina Pats            | St. Catharines Black Hawks | Québec Remparts         | Calgary, Alberta                           |
| 1975 | New Westminster Bruins | Toronto Marlboros          | Sherbrooke Castors      | Kitchener, Ontario                         |
| 1976 | New Westminster Bruins | Hamilton Fincups           | Québec Remparts         | Montreal, Québec                           |
| 1977 | New Westminster Bruins | Ottawa 67's                | Sherbrooke Castors      | Vancouver, Britská Kolumbie                |
| 1978 | New Westminster Bruins | Peterborough Petes         | Trois-Rivières Draveurs | Sudbury, Sault Ste. Marie, Ontario         |
| 1979 | Brandon Wheat Kings    | Peterborough Petes         | Trois-Rivières Draveurs | Sherbrooke, Trois-Rivières, Verdun, Québec |
| 1980 | Regina Pats            | Peterborough Petes         | Cornwall Royals         | Brandon, Manitoba, Regina, Saskatchewan    |
| 1981 | Victoria Cougars       | Kitchener Rangers          | Cornwall Royals         | Windsor, Ontario                           |
| 1982 | Portland Winter Hawks  | Kitchener Rangers          | Sherbrooke Castors      | Hull, Québec                               |

### Od roku 1983
| Rok  | Vítěz WHL              | Vítěz OHL                   | Vítěz QMJHL              | Hostitel                         |
| ---- | ---------------------- | --------------------------- | ------------------------ | -------------------------------- |
| 1983 | Lethbridge Broncos     | Oshawa Generals             | Verdun Juniors           | Portland Winter Hawks            |
| 1984 | Kamloops Junior Oilers | Ottawa 67's                 | Laval Voisins            | Kitchener Rangers                |
| 1985 | Prince Albert Raiders  | Sault Ste. Marie Greyhounds | Verdun Junior Canadiens  | Shawinigan Cataractes            |
| 1986 | Kamloops Blazers       | Guelph Platers              | Hull Olympiques          | Portland Winter Hawks            |
| 1987 | Medicine Hat Tigers    | —                           | Longueuil Chevaliers     | Oshawa Generals                  |
| 1988 | Medicine Hat Tigers    | Windsor Spitfires           | Hull Olympiques          | Drummondville Voltigeurs         |
| 1989 | Swift Current Broncos  | Peterborough Petes          | Laval Titan              | Saskatoon Blades                 |
| 1990 | Kamloops Blazers       | Oshawa Generals             | Laval Titan              | Kitchener Rangers                |
| 1991 | Spokane Chiefs         | Sault Ste. Marie Greyhounds | Chicoutimi Saguenéens    | Drummondville Voltigeurs         |
| 1992 | Kamloops Blazers       | Sault Ste. Marie Greyhounds | Verdun Collège Français  | Seattle Thunderbirds             |
| 1993 | Swift Current Broncos  | Peterborough Petes          | Laval Titan              | Sault Ste. Marie Greyhounds      |
| 1994 | Kamloops Blazers       | North Bay Centennials       | Chicoutimi Saguenéens    | Laval Titan                      |
| 1995 | Brandon Wheat Kings    | Detroit Junior Red Wings    | Hull Olympiques          | Kamloops Blazers                 |
| 1996 | Brandon Wheat Kings    | Guelph Storm                | Granby Prédateurs        | Peterborough Petes               |
| 1997 | Lethbridge Hurricanes  | Oshawa Generals             | Chicoutimi Saguenéens    | Hull Olympiques                  |
| 1998 | Portland Winter Hawks  | Guelph Storm                | Val-d'Or Foreurs         | Spokane Chiefs                   |
| 1999 | Calgary Hitmen         | Belleville Bulls            | Acadie-Bathurst Titan    | Ottawa 67's                      |
| 2000 | Kootenay Ice           | Barrie Colts                | Rimouski Océanic         | Halifax Mooseheads               |
| 2001 | Red Deer Rebels        | Ottawa 67's                 | Val-d'Or Foreurs         | Regina Pats                      |
| 2002 | Kootenay Ice           | Erie Otters                 | Victoriaville Tigres     | Guelph Storm                     |
| 2003 | Kelowna Rockets        | Kitchener Rangers           | Hull Olympiques          | Québec Remparts                  |
| 2004 | Medicine Hat Tigers    | Guelph Storm                | Gatineau Olympiques      | Kelowna Rockets                  |
| 2005 | Kelowna Rockets        | Ottawa 67's                 | Rimouski Océanic         | London Knights                   |
| 2006 | Vancouver Giants       | Peterborough Petes          | Québec Remparts          | Moncton Wildcats                 |
| 2007 | Medicine Hat Tigers    | Plymouth Whalers            | Lewiston Maineiacs       | Vancouver Giants                 |
| 2008 | Spokane Chiefs         | Belleville Bulls            | Gatineau Olympiques      | Kitchener Rangers                |
| 2009 | Kelowna Rockets        | Windsor Spitfires           | Drummondville Voltigeurs | Rimouski Océanic                 |
| 2010 | Calgary Hitmen         | Windsor Spitfires           | Moncton Wildcats         | Brandon Wheat Kings              |
| 2011 | Kootenay Ice           | Owen Sound Attack           | Saint John Sea Dogs      | Mississauga St. Michael’s Majors |
| 2012 | Edmonton Oil Kings     | London Knights              | Saint John Sea Dogs      | Shawinigan Cataractes            |
| 2013 | Portland Winterhawks   | London Knights              | Halifax Mooseheads       | Saskatoon Blades                 |
| 2014 | Edmonton Oil Kings     | Guelph Storm                | Foreurs de Val-d’Or      | London Knights                   |
| 2015 | Kelowna Rockets        | Oshawa Generals             | Rimouski Océanic         | Québec Remparts                  |
| 2016 | Brandon Wheat Kings    | London Knights              | Rouyn-Noranda Huskies    | Red Deer Rebels                  |
| 2017 | Seattle Thunderbirds   | London Knights              | Saint John Sea Dogs      | Windsor Spitfires                |
| 2018 | Swift Current Broncos  | Hamilton Bulldogs           | Acadie–Bathurst Titan    | Regina Pats                      |
| 2019 | Prince Albert Raiders  | Guelph Storm                | Halifax Mooseheads       | Rouyn-Noranda Huskies            |

### Čeští vítězové Memorial Cupu
- 1997 – Pavel Rosa (Hull Olympiques)
- 2001 – Martin Erat (Red Deer Rebels)
- 2001 – Ladislav Kouba (Red Deer Rebels)
- 2002 – Tomáš Plíhal (Kootenay Ice)
- 2003 – Petr Kanko (Kitchener Rangers)
- 2004 – Patrik Valčák (Kelowna Rockets)
- 2007 – Michal Řepík (Vancouver Giants)
- 2008 – Ondřej Roman (Spokane Chiefs)
- 2013 – Martin Frk (Halifax Mooseheads)
- 2019 – Jakub Lauko (Rouyn-Noranda Huskies) [1]
- Poznámka, celkem 10 hráčů